# YUV

Příklad U-V barevné plochy s hodnotou Y' 0,5 uvnitř RGB gamutu

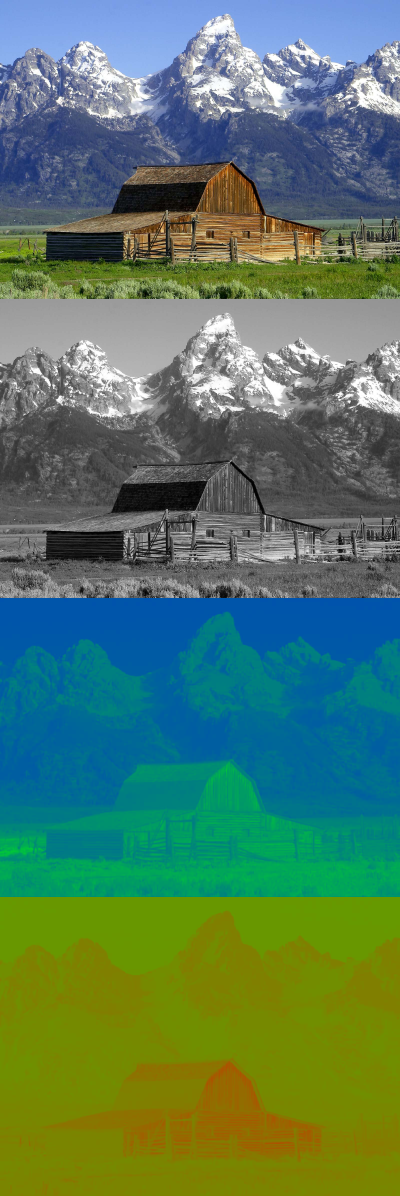
Obrázek a jeho jasová (Y') a chromatické (U a V) složky.

YUV je barevný model používaný v televizním vysílání v normě PAL a HDTV.
Model k popisu barvy používá tříprvkový vektor [Y,U,V], kde Y je jasová složka a U a V jsou barevné složky. U je také někdy označováno jako B-Y a V odpovídá R-Y. Barevné složky se používají v rozsahu od −0.5 do +0.5, jasová složka má rozsah od 0 do 1. Zatímco jas je přenášen se všemi detaily, některé detaily v komponentách barevného signálu bez informací o jasu lze odstranit snížením rozlišení odpočtů (filtrování nebo zprůměrování).
YUV kóduje barevný obraz nebo video s ohledem na lidské vnímání, což umožňuje snížení šířky pásma pro barevné složky, a tím obvykle umožňuje efektivnější maskování chyb přenosu nebo artefaktů komprese vnímáním člověka, než kdyby se používala "přímá" RGB reprezentace.

## Použití
Barevný model YUV se začal používat v systémech pro přenos a vysílání videa (formáty jako například SECAM, NTSC, PAL), protože je kompatibilní s tradičními černobílými přijímači, které dokážou zobrazit pouze jasový kanál "Y". V televizi se signál jasu Y před vysíláním videa převádí z RGB na YUV a v televizních přijímačích dochází k reverzní transformaci. Složky U a V jsou zodpovědné za přenos barev.
Využití YUV se rozšířilo do mnoha aplikací v digitálních systémech díky schopnosti přesného zachycení lidského vnímání barev. Barevný model se často používá v video kodecích pro kompresi a uchování kvality videa při omezení šířky pásma, umožňuje přesnější reprodukci barev a snižuje nároky na přenosovou kapacitu, což je klíčové pro moderní digitální formáty videa.

## Historie
Barevný model YUV vznikl, když bylo potřeba vytvořit způsob přenosu barevného signálu, který by byl kompatibilní s černobílým vysíláním. K stávající jasové složce byla přidána složka barevná.

## Formáty YUV
Rychlý rozvoj technologií přenosu videa přivedl k vzniku velkého množství různých formátů barevného modelu YUV, jako například YV24 (formát obrázu - planar, podvzorkování barvonosných složek - 4:4:4) a YUY2 (formát obrázku - packed/interleaved, podvzorkování barvonosných složek - 4:2:2).
Existují tři typy formátů:
1) Planar (znamená to, že komponenty Y, U a V jsou seskupeny dohromady).
2) Semi-planar (znamená to, že komponenty Y jsou seskupeny dohromady a komponenty U a V střídají se).
3) Packed/interleaved (znamená to, že komponenty Y, U a V střídají se).

## Převody
Pro převod modelu RGB do YUV se používá vzorec:
{\displaystyle {\begin{pmatrix}Y\\U\\V\\\end{pmatrix}}={\begin{pmatrix}0.299&0.587&0.114\\-0.147&-0.289&0.436\\0.615&-0.515&-0.100\\\end{pmatrix}}\cdot {\begin{pmatrix}R\\G\\B\\\end{pmatrix}}}
Pro převod z YUV do modelu RGB se používá vzorec:
{\displaystyle {\begin{pmatrix}R\\G\\B\\\end{pmatrix}}={\begin{pmatrix}1&0&1.137\\1&-0.397&-0.580\\1&2.034&0\\\end{pmatrix}}\cdot {\begin{pmatrix}Y\\U\\V\\\end{pmatrix}}}
Kde R, G, B - respektive intenzita barev červené, zelené a modré, Y - jasová složka, U a V - barevné složky.